# اللغة الإشكاشمية

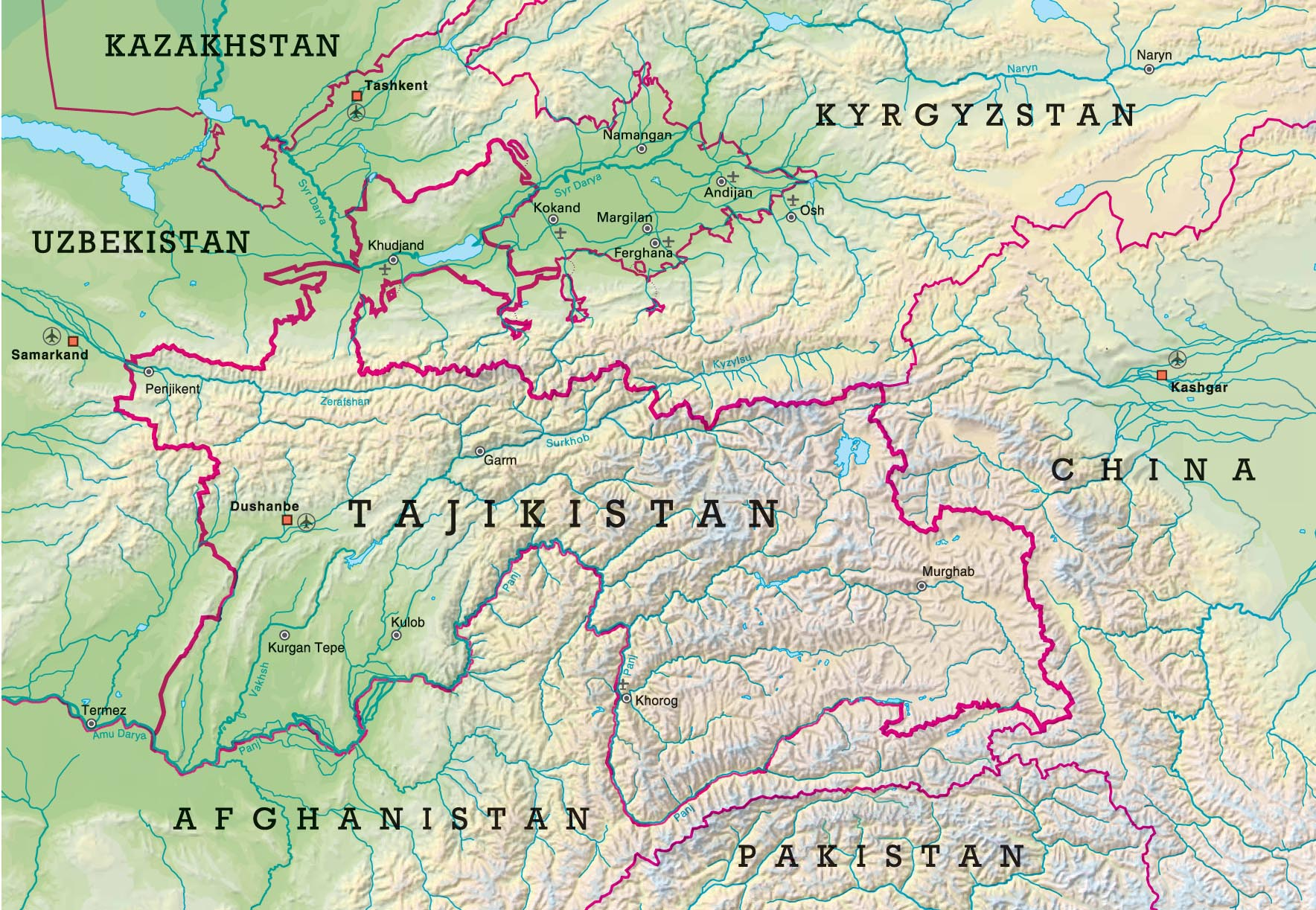
مناطق بدخسان وجورنو دخسان وشيترال معًا

اللغة الإشكاشمية هي لغة إيرانية يُتحدث بها في الغالب في ولاية بدخشان في أفغانستان وفي مقاطعة بدخشان الجبلية ذاتية الحكم في طاجيكستان.